# Herkunftssage
Herkunftssage oder Ursprungsmythos bezeichnet eine sinnstiftende Erzählung (Narrativ), mittels derer sich Einzelpersonen oder Familiengruppen, Clans oder Volksstämme an (sagenhafte) berühmte Vorfahren oder ganze Völker als deren vermeintliche Nachkommen oder Seitenlinien anschließen, als Ansippung an eine andere „Sippe“. Um eine gemeinsame Herkunft zu konstruieren, werden umfangreiche Stammbäume entworfen oder von anderen übernommen („fiktive Genealogie“). Soziale Gruppen berufen sich auf eine solche mythische Abstammung, um ihr Wir-Gefühl und ihren kulturellen Zusammenhalt als Eigengruppe zu stärken und sich anderen Gruppen und Kulturen (Fremdgruppen) gegenüber abzugrenzen und hervorzuheben. Die identitätsstiftenden Erzählungen können die Form einer Sage oder Legende oder eines Mythos haben oder ein literarisches Motiv sein, auch einige ätiologische Geschichten gehören dazu (Erklärungssagen). Der Ethnologe Bronisław Malinowski (1884–1942) bezeichnete Herkunfts- oder Ursprungsmythen, mit denen die Legitimität von einzelnen Ritualen, Besitzansprüchen oder gesellschaftlichen Einrichtungen (Institutionen) begründet werden soll, als charter (vergleiche „Charta“ als grundlegende Urkunde).
Oft wurden die Inhalte solcher Sagen zuerst mündlich überliefert und dabei in jeder neuen Generation verformt und zurechtgeschmückt, bevor sie in Schriftform festgehalten wurden; andere Erzählungen griffen vorgetragene oder niedergeschriebene fremde Geschichten auf, um sie mit der eigenen zu verweben. Manchmal sind die Mythen auch mit religiösen Ritualen verbunden und werden vor Fremden zurückgehalten.
Bekanntes Beispiel für einen Ursprungsmythos ist die Vätergeschichte über Abraham und seine Nachkommen, die in den drei abrahamitischen Religionen Judentum, Christentum und Islam in unterschiedlicher Weise zur Identitätsstiftung dient (vergleiche Identitätspolitik). In einem bekannten Gründungsmythos leitet sich die griechische Stadt Athen von der kämpferischen Göttin Athene her.
Politische Mythen und Kontinuitätstheorien folgen oft vergleichbaren Mustern, beispielsweise im Nationalismus des 19. Jahrhunderts die Ableitung der „Herkunft“ der Deutschen, der Ungarn, der Griechen oder anderer Völker. Solche Ideologien beziehen sich auf stimmige, jedoch nur teilhafte geschichtliche oder sprachwissenschaftliche Erkenntnisse; sie sind gekennzeichnet durch einen Absolutheitsanspruch bei gleichzeitiger Immunisierungsstrategie gegen widersprechende Forschungsergebnisse.

## Geschichtliche Beispiele
- Im vorchristlichen Römischen Reich pflegten die Römer die Herkunftslegende, sie stammten von den Trojanern ab, nach dem Überlebenden des Trojanischen Krieges Aineias (laut Vergils Werk Aeneis), eine Ansippung an das Volk der Trojaner. Als Einzelperson führte der römische Feldherr Julius Caesar seine Ahnenliste bis zur Göttin Venus zurück, als seiner Stammmutter durch ihren frei erfundenen Enkelsohn „Iulus“ (Ascanius).
- In der Antike war es üblich, sich Völker und Gruppen aus der Sagenwelt als Ahnen zu wählen, um sich auf eine ältere Vergangenheit zu berufen, als es der Wirklichkeit entsprach, ohne deshalb mit einem tatsächlichen geschichtlichen Volk in Konflikt zu geraten. Zahlreiche Origines wurden als Herkunftsgeschichten antiker oder mittelalterlicher Sippen (gens) verfasst (siehe Historische Funktion der Origines gentis). Verschiedene germanische Volksstämme wie die Goten, Langobarden, Angelsachsen und Franken konstruierten eigene Herkunftssagen, die anfangs mündlich überliefert und später schriftlich niedergelegt und mit Elementen antiken Bildungsguts angereichert wurden (siehe Herkunftssagen europäischer Völker und Deutsche Nationalmythen).
- Um die  Abstammung des Jesus von Nazaret vom israelitischen König David zu behaupten (Ansippung), gestalteten das Lukas- und das Matthäusevangelium passende „Stammbäume Jesu“: strikt agnatische Stammlinien mit bis zu 73 Generationen in reiner Vater-Erbsohn-Abfolge. Die Absicht dieser Ahnenlisten war, Jesus als von ihrem Gott JHWH selbst vorherbestimmten und voll erbberechtigten Angehörigen des ersterwählten Gottesvolks Israel zu verkünden, als Zielpunkt der ganzen biblischen Heilsgeschichte Israels und einzig möglichen Anwärter auf die Messiaswürde. Auch sollten damit Juden zur Annahme der christlichen Religion bewegt werden.
- Einige afghanische Stämme konstruierten nach ihrer Islamisierung und in der Zeit der Mogulherrschaft vermeintlich jüdische oder arabische Stammbäume und wurden dadurch lange Zeit als arabisches Volk gesehen (vergleiche Paschtunische Herkunft).

## Aktuelle politische Beispiele
- Auf dem Balkan mit seinen wechselnden und sehr umstrittenen politischen Grenzen gibt es zahlreiche konkurrierende Behauptungen mit hoher ideologischer Wirkkraft. Im heutigen Griechenland wird die (wissenschaftlich gut abgesicherte) eigene Rückführung auf die antiken Hellenen teilweise mit gegenwärtigen Ansprüchen verbunden und stößt auf Ansprüche widersprechender Herkunftsbehauptungen wie der in Nordmazedonien verbreiteten Legende einer Abstammung von den antiken Makedonen und ihrem berühmten König Alexander den Großen. In Bulgarien wird gerne eine Abstammung von den Thrakern behauptet. In Rumänien wurde vor 1990 eine kontinuierliche Abstammung von den Dakern konstruiert, eine teilweise bis heute aktuelle Debatte; diese dako-romanische Kontinuitätstheorie ist die bekannteste Kontinuitätstheorie, die bis heute in Europa vertreten wird.
- Vergleichbare Konflikte bestehen auf Grund einander ausschließender Herkunftssagen von Türken und Kurden. Die türkischen Seldschuken oder Oghusen konstruierten einerseits eine Abstammung des Oghusen-Vaters Oghuz Khan in direkter Linie vom biblischen Noah,[3] während andererseits die jungtürkische Bewegung zu der Zeit im sogenannten Pan-Turanismus gemeintürkische Ansprüche auf die Oasenstadt Chiwa und auf das Emirat Buchara erhob und die Kurden zu „Bergtürken“ erklärte. Noch heute dehnen Nationalisten den türkischen Siedlungsraum unter Berufung auf die Ergenekon-Legende bis zum heute chinesischen Xinjiang aus. Die dadurch vereinnahmten Völker wie Aserbaidschaner oder Usbeken sind zumindest miteinander verwandt.
- Saddam Hussein, früherer Präsident des Irak, ließ 1981 seinen Familienstammbaum auf eine Verwandtschaft sowohl mit den Abbasiden-Kalifen als auch mit Imam Ali (Cousin und Schwiegersohn des Propheten Mohammed) und dem Sultan Saladin umschreiben – unter seiner Herrschaft wurde eine Kontinuität des Irak zum antiken Mesopotamien beschworen, er sah sich als tatsächlicher Nachfolger des Nebukadnezar II. (605–562 v. Chr., König von Babylon) und des neubabylonischen Reiches.
- Zwei der fünf großen Clanfamilien der nordafrikanischen Somali, die Isaaq und die Darod, führen sich noch heute mythologisch auf einen arabischen Scheich Isaaq als Stammvater zurück, der ein Nachfahre eines Schwiegersohns des Propheten Mohammed gewesen sein soll – eine Widerspiegelung des tatsächlichen kulturellen Einflusses aus Arabien und der Bedeutung der islamischen Religion für die Somali.

## Verwandte Themen
Herkunft:
- Origo gentis (antike Sippenherkunftssagen) – mythische Stammmütter – Herkunftssagen europäischer Völker – Geschichtsmythos

Gründung:
- Gründungsmythos – Amazonen als Stadtgründerinnen – eponymer Heros (mythischer Gründer)

Ursprung:
- Ätiologie (Erklärungssage) – Theogonie (Entstehung der Götter) – Orphische Theogonie (Text) – Anthropogonie (Sage über die Entstehung der Menschheit) – Kosmogonie (Entstehung der Welt) – afrikanische Kosmogonie

Politisch:
- politischer Mythos – Kontinuitätstheorie – Nationalepos – deutsche Nationalmythen · nationale Mythen der Schweiz – Nationalgeschichte (Deutungsmuster) – Nationalgefühl (Patriotismus) – Geschichtspolitik (parteiische Interpretation)

Allgemein:
- kollektives Gedächtnis – kulturelles Gedächtnis – Mythomotorik (kollektiv handlungsleitende Wirkung von Mythen) – Erinnerungskultur (Umgang mit Geschichtlichkeit)